# Punta del Pollo
La Punta del Pollo és una muntanya de 694 metres que es troba entre els municipis de Perelló i Tivenys, al Baix Ebre.